# Saint-Roch (Île-du-Prince-Édouard)
Pour les articles homonymes, voir Saint-Roch (homonymie).
Saint-Roch est une communauté dans le comté de Prince sur l'Île-du-Prince-Édouard, au Canada, au sud-ouest de Tignish.